# Pentaton
En pentaton eller pentatonisk skala (pentatonik, "femtonemusik", gr. penta- fem og tonikos, tonos tone) er inden for musikken en fem-tonig skala. Der findes dur-pentaton (dur-pentatonik), mol-pentaton (mol-pentatonik) og enkelte gange optræder også begrebet blues-pentaton (blues-pentatonik). 
Dur-pentatonik består af trinnene 1-2-3-5-6 i en durskala, og udelader altså 4 og 7 trin.
Mol-pentatonik består af trinnene 1-3-4-5-7 i en molskala, og udelader 2 og 6 trin.
Blues-pentatonik kan både være mol- og dur-pentaton, men med såkaldte blå toner.
En dur-pentatonisk skala er den samme skala som den mol-pentatoniske skala i paralleltonearten. Eksempelvis er en C-dur-pentatonisk skala den samme som en a-mol-pentatonisk skala.
Mange guitarsoloer, specielt indenfor rock, er bygget op omkring pentaton-skalaen.

|                                                           |
| De sorte tangenter på klaviaturet udgør en pentaton skala |